# Hibiscus masasianus
Hibiscus masasianus är en malvaväxtart som beskrevs av Mwachala. Hibiscus masasianus ingår i Hibiskussläktet som ingår i familjen malvaväxter. Inga underarter finns listade i Catalogue of Life.